# Lepidochrysops swinburnei
Lepidochrysops swinburnei är en fjärilsart som beskrevs av Stevenson 1939. Lepidochrysops swinburnei ingår i släktet Lepidochrysops och familjen juvelvingar. Inga underarter finns listade i Catalogue of Life.